# Gèze
Gèze è una stazione della linea 2 della metropolitana di Marsiglia. È situata sotto 41 avenue Félix Zoccola, nel XV arrondissement di Marsiglia, e serve i quartieri di La Cabucelle, Les Crottes, Les Arnavaux.
La stazione è anche un nodo di interscambio multimodale che serve la zona nord di Marsiglia e comprende una stazione degli autobus con una linea BRT, sei linee di autobus urbani e un parcheggio di interscambio per 627 posti auto.

## Storia
I lavori di prolungamento della linea da Bougainville a Gèze iniziarono nel 2010 con l'obbiettivo di consegnare l'opera in quattro anni. Tuttavia una serie di molteplici ritardi hanno fatto si che la nuova fermata fosse inaugurata solamente il 16 dicembre 2019.
Prende il nome dal vicino boulevard du Capitaine-Gèze, intitolato alla memoria del capitano Arnaud Gèze, comandante della 2ª batteria del 67º reggimento di artiglieria, morto il 25 agosto 1944 durante la liberazione di Marsiglia.

## Interscambi
Nelle vicinanze della stazione effettuano fermata diverse linee di tram, autobus urbani ed interurbani.
- Fermata autobus